# Кризисный центр помощи женщинам
Кризисный центр помощи женщинам — социальное учреждение, предназначенное для оказания помощи женщинам, попавшим в тяжёлые жизненные обстоятельства (подвергающимся физическому насилию или жёсткому психологическому давлению, потерявшим жилье или работу, и т.д.).

## Формы работы
Существуют различные формы работы кризисного центра: телефон доверия, очное консультирование, убежище (иначе именуемое приютом).
Первая форма работы, телефонная, предназначена для того, чтобы выслушать собеседника, выявить проблему, оказать поддержку, определить необходимую помощь и организовать очную консультацию, если таковая потребуется. В силу своей анонимности такой вид помощи крайне важен для женщин, пострадавших от насилия.
Другая форма работы — очное консультирование. В этом случае помощь — социально-психологическую поддержку, психотерапию при депрессии и страхах, юридические консультации — предоставляет специалист в конкретной области.
Ещё одна форма работы — убежище. Оно предоставляется в кризисной ситуации. Создание убежища — довольно трудная задача (и юридически, и материально). Находясь в убежище, женщина получает возможность почувствовать себя в безопасности, подумать о будущей жизни и принять решение о дальнейших действиях.
Не все кризисные центры предоставляют убежище.

## Кризисные центры в России
В России имеются как государственные кризисные центры, так и общественные. Среди последних имеются как светские, так и церковные учреждения. Первый церковный кризисный центр был создан Православным Медико-просветительским центром «Жизнь» при храме Благовещения в Петровском Парке г. Москвы. Один из старейших — «Колыбель» из Иванова, был создан в 2005 году.

### Число центров
Марина Писклакова-Паркер, руководитель Центра по предотвращению насилия «АННА», в 2018 году сообщила, что в России насчитывается примерно 150 кризисных центров, куда могут обращаться женщины, ставшие жертвой домашнего насилия.
По данным журнала «Фома», в России в июне 2019 года насчитывалось 60 церковных приютов для беременных женщин и матерей с детьми, находящихся в трудной жизненной ситуации, а по информации Синодального отдела по церковной благотворительности и социальному служению, с учётом открытого в феврале 2020 года в Архангельске центра «Мамина пристань», число действующих церковных приютов для женщин достигло 74.

### Информированность получателей помощи
По мнению Марины Писклаковой-Паркер, далеко не все потенциальные получатели знают о наличии таких центров и тех видах помощи, которые они предоставляют. Помимо того, она считает, что женщины, которым нужна помощь, нередко обращаются в эти центры крайне поздно, когда ситуация предельно накаляется.
Детский омбудсмен Анна Кузнецова, и руководитель московского кризисного центра «Дом для мамы» Мария Студеникина также полагают, что женщины в трудной ситуации недостаточно информированы о возможной помощи.

### Кризисные центры и возможные изменения законодательства
Согласно законопроекту «О профилактике семейно-бытового насилия в Российской Федерации», кризисные центры (без уточнения, для мужчин или для женщин) входят в число субъектов профилактики семейно-бытового насилия.
Законопроект вызвал ожесточённую дискуссию между его сторонниками и противниками.
В этой дискуссии кризисные центры упоминаются некоторыми противниками законопроекта как приемлемая альтернатива его принятию. В частности, Андрей Кормухин, лидер движения «Сорок сороков», известный жёстким неприятием законопроекта, предлагает ввести в штат полиции семейных психологов и увеличить число кризисных центров:

Нужно увеличивать количество кризисных центров, чтобы жертва семейного насилия могла прийти и найти убежище в этих кризисных центрах.

### Кризисные центры в Москве
Государственные центры
Крупнейший из российских кризисных центров (по состоянию на момент открытия) начал работу в 2014 году на московской улице Дубки. Официальное название учреждения — Государственное бюджетное учреждение города Москвы «Кризисный центр помощи женщинам и детям». Центр имеет два филиала: «Надежда» и специализированный дом ребёнка «Маленькая мама». Центр и два его филиала позволяют единовременно принять на проживание более 100 человек.
Кризисный центр оказывает женщинам психологическую помощь, в том числе экстренную по телефону доверия. К ноябрю 2019 года число очных обращений за психологической помощью составило 48 132, телефонных — 26 426. Причинами обращения за психологической помощью были: насилие (всех видов, чаще всего психологическое) — 52 %; кризис семьи — 33 %; взаимоотношения с детьми — 15 %. Кроме того, центр занимается юридическим сопровождением семьи; запросов на получение срочной консультационной и социально-правовой помощи поступило более 15 тысяч.
Число тех, кто нашёл убежище в данном центре, к ноябрю 2019 года составило 1 641 человек (из них 746 женщин и 895 детей), за январь—ноябрь 2019 года — 279 человек (из них 126 женщин и 153 детей).
Обычный срок пребывания в центре составляет два месяца и может быть продлён до четырёх месяцев, хотя возможны индивидуальные исключения.
Филиал центра, специализированный дом ребёнка «Маленькая мама», в котором работает отделение стационарного обслуживания на 32 места, оказывает помощь несовершеннолетним беременным, находящимся в сложной жизненной ситуации. Ежегодно помощь в нём получают 67 беременных и матерей, из них 80 % — в возрасте до 18 лет. Беременность до совершеннолетия более всего характерна для девушек, которые воспитываются в детских домах или в сложных асоциальных семьях. Вследствие социального неблагополучия малолетние матери, как правило, не имеют собственного примера нормальных семейных отношений, что ставит перед учреждением непростые задачи. Кризисный центр для несовершеннолетних матерей начал работу в марте 2011 года, его главная задача — предотвратить социальное сиротство.
Однако в московские государственные кризисные центры не принимают тех, кто имеет судимость, при этом на бесплатную помощь могут рассчитывать лишь те, кто зарегистрирован в Москве.
Церковный проект «Дом для мамы»
Церковный проект «Дом для мамы», который работает с февраля 2012 года, помогает находящимся в сложных обстоятельствах беременным женщинам и матерям.
Самая многочисленная группа получателей помощи — приезжие молодые женщины, не способные воспользоваться помощью государства. Возможность получения помощи не зависит от наличия у её получательниц регистрации, от их национальности, вероисповедания, гражданства, отсутствия у них документов и наличия судимости. Один из видов помощи — оплата билетов на родину.
За время своей работы «Дом для мамы» оказал помощь гражданкам Украины, Молдавии, Таджикистана, Венесуэлы, Конго и Судана. «Дом для мамы» включает в себя консультационный центр и приют. В консультационном центре можно получить помощь юриста, психолога и социального работника.
Здание, где располагается «Дом для мамы», принадлежит Московской епархии. До революции оно входило в храмовый комплекс церкви Святителя Алексия. Ремонт здания оплатил благотворительный фонд Василия Великого.
Приют рассчитан на проживание десяти женщин с детьми. За первые шесть лет работы возможностью проживания воспользовались 223 мамы и 227 детей. Однако на проживание в приют не зачисляют автоматически. По словам руководителя учреждения, Марии Студеникиной, главное условие приёма на проживание — готовность женщины менять свою жизнь. Помимо того, обязательна надомная работа, которая оплачивается. Предусмотрено и профессиональное обучение.
Срок пребывания в приюте определяется индивидуально. Подопечные в основном узнают о приюте в родильных домах, храмах и социальных сетях.
Главные задачи центра — профилактика абортов и отказов от ребёнка.
К февралю 2019 года, за 7 лет существования «Дома для мамы», в нём нашли приют 240 женщин и 250 детей, свыше 6 тысяч семей из разных регионов России получили гуманитарную помощь.
Центр находится по адресу: г. Москва, ул. Станиславского д. 22 стр.1.